# Nove, Novomoskovsk
Nove (în ucraineană Нове) este un sat în comuna Mîkolaiivka din raionul Novomoskovsk, regiunea Dnipropetrovsk, Ucraina.

## Demografie
Componența lingvistică a localității Nove
     Ucraineană (96,15%)
     Rusă (2,88%)
Conform recensământului din 2001, majoritatea populației localității Nove era vorbitoare de ucraineană (96,15%), existând în minoritate și vorbitori de rusă (2,88%).